# Fernelmont
Fernelmont (en wallon Ferneamont, localement Fernêmont) est une commune francophone de Belgique située en Région wallonne dans la province de Namur.
La commune de Fernelmont est née officiellement le 3 janvier 1977 de la réunion de dix anciennes communes (Bierwart, Cortil-Wodon, Forville, Franc-Warêt, Hemptinne, Hingeon, Marchovelette, Noville-les-Bois, Pontillas et Tillier). La nouvelle commune fut nommée Fernelmont, signifiant Mont aux Frênes, nom du Château-ferme de Fernelmont situé plus ou moins au centre de la nouvelle entité. La maison communale se situe à Noville-les-Bois, proche du château, du fait qu'il n'existe pas de village Fernelmont.

## Géographie

### Les villages

#### Sections
| #  | Nom              | Superficie (km2) | Habitants (2020) | Habitants par km2 | Code INS |
| -- | ---------------- | ---------------- | ---------------- | ----------------- | -------- |
| 1  | Forville         | 12,09            | 1 597            | 132               | 92138A   |
| 2  | Bierwart         | 4,99             | 499              | 100               | 92138B   |
| 3  | Pontillas        | 5,11             | 661              | 129               | 92138C   |
| 4  | Hingeon          | 5,09             | 857              | 168               | 92138D   |
| 5  | Noville-les-Bois | 10,50            | 1 501            | 143               | 92138E   |
| 6  | Franc-Waret      | 5,80             | 330              | 57                | 92138F   |
| 7  | Marchovelette    | 5,06             | 848              | 168               | 92138G   |
| 8  | Tillier          | 3,27             | 211              | 64                | 92138H   |
| 9  | Cortil-Wodon     | 9,51             | 980              | 103               | 92138J   |
| 10 | Hemptinne        | 4,40             | 582              | 132               | 92138K   |

#### Hameaux
- Gochenée (Forville)
- Hambraine (Cortil-Wodon)
- Otreppe (Bierwart)
- Sart-d'Avril (Noville-les-Bois)
- Seressia (Forville)
- Seron (Forville)

### Communes limitrophes
|         | Wasseiges       |                |
| Éghezée | Fernelmont      | Burdinne Héron |
|         | Namur - Andenne |                |

## Démographie

### Démographie: Commune fusionnée
En tenant compte des anciennes communes entraînées dans la fusion de communes de 1977, on peut dresser l'évolution suivante :
Les chiffres des années 1831 à 1970 tiennent compte des chiffres des anciennes communes fusionnées.
- Source: DGS , de 1831 à 1981=recensements population; à partir de 1990 = nombre d'habitants chaque 1 janvier[1]

## Histoire

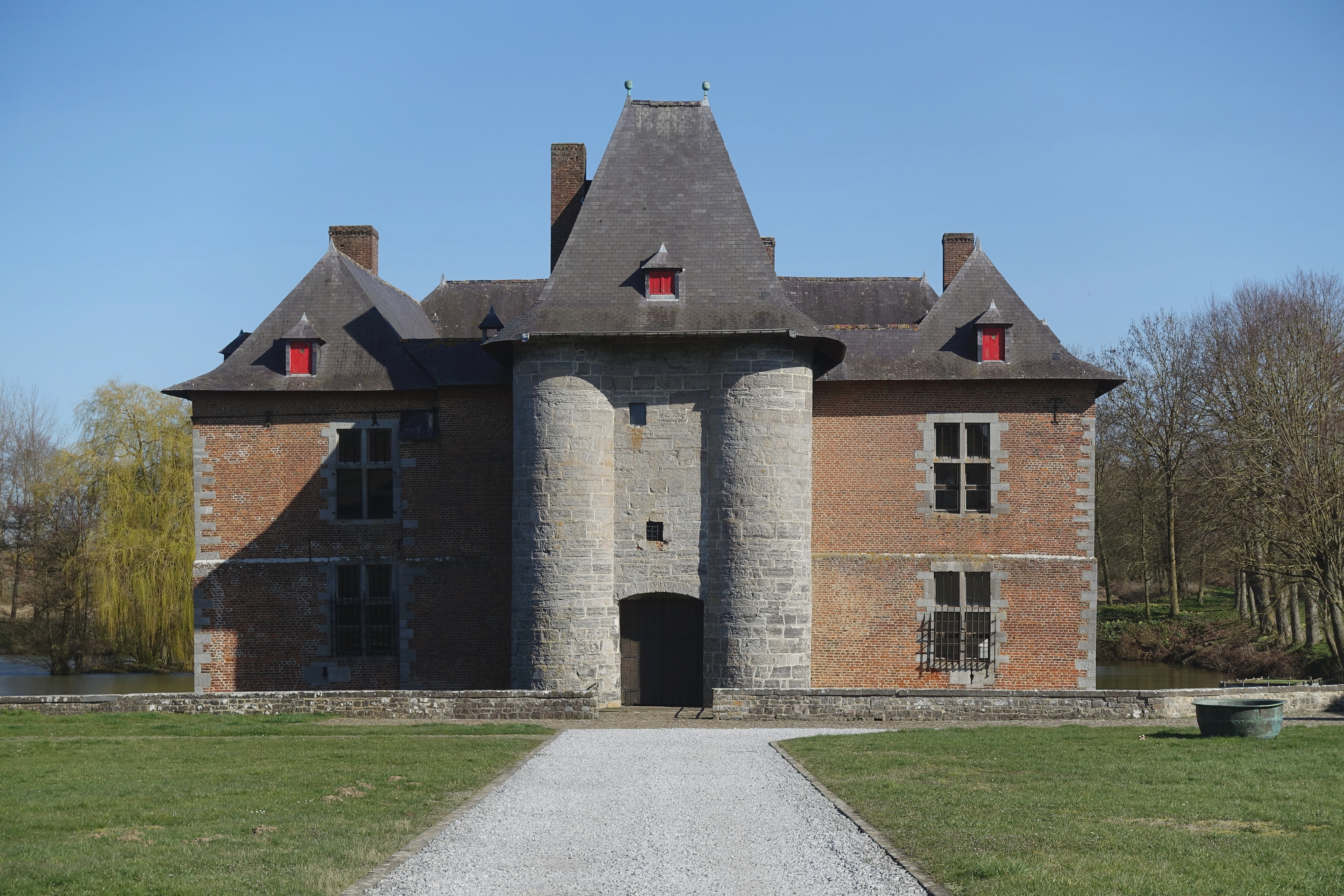
Le château (XIIIe – XVIIe siècle).
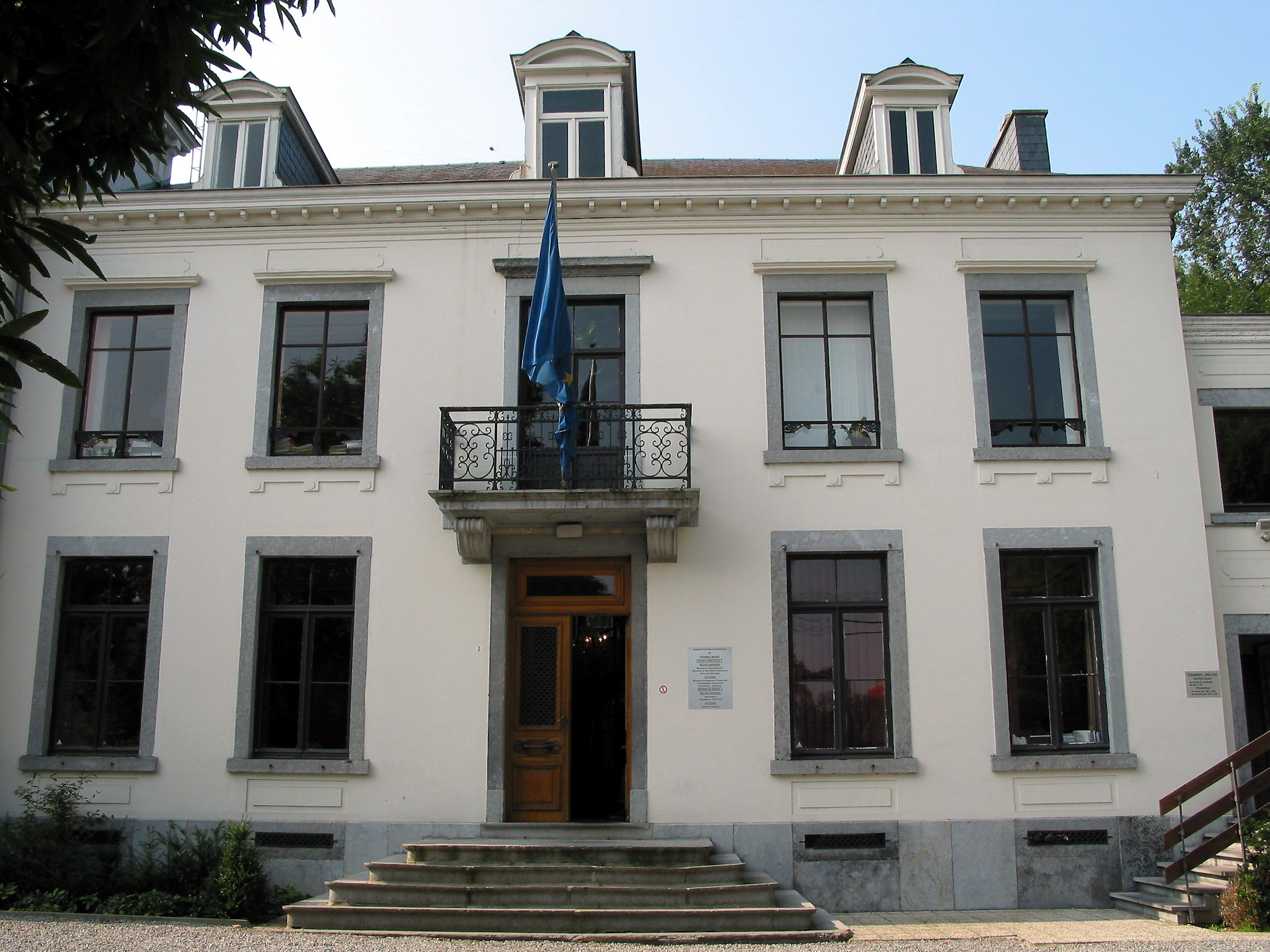
La maison communale.

### Le néolithique
Il est probable que l'homme néolithique ait occupé le sol de la région : une quantité de vestiges lithiques a été découverte dans les environs de Jonckay-Sienne (Bierwart). Citons des armes de guerre et de chasse, des outils pour le travail du bois et de la pierre.

### De l'Empire français à de nos jours
À partir de 1794, le pays est envahi par les troupes révolutionnaires. Il est annexé en 1795 par la République Française. Trois villages sont intégrés au département de Sambre-et-Meuse : Cortil-Wodon, Marchovelette et Noville-les-Bois, tandis que les sept autres relèvent du département de l'Ourthe.
En 1814, la région passe de la République Française au royaume uni des Pays-Bas. Les provinces actuelles sont constituées. Des échanges de communes entre provinces voisines affecteront leurs limites. C'est ainsi qu'en 1823, Bierwart, Forville, Franc-Waret, Hemptinne, Hingeon, Pontillas et Tillier seront détachés de la province de Liège et rattachés à celle de Namur.
1830 sera l'année de l'indépendance de la Belgique
Lors de la fusion des communes de 1977, un référendum fut proposé à la population entre les noms Tiribu (du nom d'une ferme de Forville) et de Fernelmont (du nom d'un château de Noville-les-Bois) comme intitulé de l'entité. C'est ce dernier qui fut choisi.

## Héraldique
|  | La commune possède des armoiries qui lui ont été octroyées le 17 juillet 2003. Blasonnement : D'argent au chef denché de gueules de cinq pièces. Source du blasonnement : Heraldy of the World. |

## Politique et administration

### Conseil et collège communal 2024-2030
Ci-dessous, le tableau des résultats des élections communales de 2024.
| Parti | Parti  | Voix (2024) | Voix (2018) | % (2024) | % (2018) | +/-    | Sièges  | +/- | Collège |
| ----- | ------ | ----------- | ----------- | -------- | -------- | ------ | ------- | --- | ------- |
|       | ECOLO  | 580         | 849         | 10,68%   | 15,90%   | 5.21 % | 1 / 19  | 1.0 | Non     |
|       | LDB+   | 3.348       | 2.879       | 61,67%   | 53,90%   | 7.77 % | 13 / 19 | 1.0 | Oui     |
|       | EPF    | 1.501       | 1.472       | 27,65%   | 27,56%   | 0.09 % | 5 / 19  | 0.0 | Non     |
|       | NATION | -           | 141         | -        | 2,64%    | 0.0 %  | - / 19  | 0.0 | Non     |
| Total | Total  | 5 429       | 5 341       | 100 %    | 100 %    |        | 19      |     |         |

| Collège communal   |                     |                                      |
| ------------------ | ------------------- | ------------------------------------ |
| Bourgmestre        | Christelle Plomteux | Les Engagés - Liste du Bourgmestre + |
| 1er Échevine       | Anne Paradis        | Les Engagés - Liste du Bourgmestre + |
| 2e Échevin         | Vincent Dethier     | Liste du Bourgmestre +               |
| 3e Échevin         | Didier Delatte      | Liste du Bourgmestre +               |
| 4e Échevin         | Maxime Somville     | Liste du Bourgmestre +               |
| Présidente du CPAS | Pascale Javaux      | PS - Liste du Bourgmestre +          |

### Jumelages
Fernelmont est jumelée avec le village français de Coursac située dans le département de la Dordogne et la région Nouvelle-Aquitaine, ainsi qu'avec la commune de Tiébélé au Burkina Faso.

## Patrimoine et culture
- Liste du patrimoine immobilier classé de Fernelmont
- Château de Fernelmont à Noville-les-Bois. Ancien siège d'une seigneurie du comté de Namur qui a été détachée de celle de Noville-les-Bois au XIIIe siècle, lors de l'établissement d'un cadet de famille dont le premier du nom, Godescale de Fernelmont qui apparaît en 1269 et dont le petit-fils Gérard, lient en fief une « partie de blokenhuct », c'est-à-dire de la tour forte en 1343. Aux XVe et XVIe siècles, il est la propriété des Longchamps, puis au XVIIe siècle des Marbais, des Barnitz et à la fin du XVIIIe siècle aux Harscamp[5].
- Eglise Saint-Etienne de Noville-les-Bois. Construite en style classique datant de 1772 par l'abbaye de Salzinnes[5].
- Le château de Franc-Warêt est un vaste quadrilatère construit en pierres bleues et briques. Il se compose, au nord d'une ferme fortifiée avec pont-levis et tours d'angles de la fin du XVIe siècle à laquelle est adjointe, au sud, un château du XVIIIe siècle, en « U », tourné vers le midi[6]. L'ensemble est cerné de douves. Il a été classé dans le patrimoine de la région wallonne le 27/09/1972 (sous n°92138-CLT-0005-01). C'est la famille de Groesbeeck qui en est le propriétaire jusqu'à la fin du XVIIIe siècle. Il passe alors aux comtes de Croix puis aux comtes d'Andigné qui y résident.

## Économie
La commune de Fernelmont dispose d'une Zone d'Activités Économiques (Z.A.É.) située au sud de Noville-les-Bois, destinée à accueillir des petites et moyennes entreprises non polluantes, sur une superficie maximum de 120 hectares. Fin 2010, la Z.A.E occupait plus de 50 Ha. Une centaine de PME, avec un peu plus de 800 emplois y étaient déjà installées.

### Voies de communication
- L'axe autoroutier E 42 reliant Paris via Tournai à Cologne via Liège dessert la commune grâce à 2 sorties. De plus l' E 411 Bruxelles / Luxembourg est toute proche via l'échangeur de Daussoulx.
- Les routes nationales :
  -  : Namur - Hannut - Hasselt
  - N643 : Éghezée - Huy
  - N924 : Champion - Wasseiges
  - N921 : Bierwart - Andenne
  - N942 : Leuze - Branchon
- Autrefois, Fernelmont était desservi par des lignes de tram. Elles ont été démantelées dans les années 1950 et 1960, au profit du trafic automobile.
- Transport en Commun - Bus TEC
  - Ligne 17 : Namur - Pontillas - Burdinne - Acosse
  - Ligne 18 : Forville - Huy
  - Ligne 19 : Namur - Landenne - Andenne
  - Ligne 815 : Hannut - Forville
  - Ligne 816 : Namur - Meeffe
  - Ligne 821 : Namur - Éghezée via Noville-les-Bois
- Voirie : (Chiffre de 2002)
  - 47,03 km de voirie en grande communication
  - 144,77 km de voirie en petite vicinalité
  - 240 km de voirie communale[7].

## Sports et vie associative

### Sports

#### Football
- Entente Sportive Fernelmont - 1re provinciale (1 A Namur) et 3e provinciale (3 A Namur).

#### Cyclisme
- SCVM Marchovelette.
- Fernelmontainbike VTT (FMTB).

#### Basket-ball
- BC Fernelmont - 3e Division provinciale (3B Namur).